# زنزانة 7 (فلم)
زنزانة 7 فيلم مصري، تم إنتاجه عام 2020، بطولة الفنان أحمد زاهر والفنان نضال الشافعي والفنانة منه فضالي، إخراج ابرام نشأت.

## قصة الفيلم
تبدأ القصة بحربي الكومي (أحمد زاهر) الذي نشأ في الشوارع و دخل عالم الجريمة، وقضي حياته ما بين الإصلاحيات والسجون، وتعرف على الجميلة شجن (منة فضالي)، التي تبيع المناديل في إشارات المرور، و أحبها ودربها على الرقص، وألحقها بالعمل في صالات اللهو، حتى ذاع صيتها كراقصة، و عندما خرج من السجن زميله في زنزانة 7 منصور العايق (نضال الشافعي)، الذى كان خالي شغل، دربة على أصول عمل العصابات، و جعله ذراعه اليمين، و كذلك فعل مع زميله الآخر فضل زبالة (مدحت تيخه)، و حتى يأمن جانب منصور العايق، طلب من حبيبته شجن أن تقيم علاقة مع العايق، حتى يبوح لها بأسراره، ولكن شجن وقعت في حب العايق، مما آثار استياء حربي، وسعي بكل الطرق، لاستعادتها من العايق . كما تعرف حربي على المحامية الفاشلة ناهد العدل (عبير صبري) التي تمتلك مكتباً للمحاماة، ولكن بدون عملاء ، وتمكن من مساعدتها في سرقة الأحراز والمستندات، لصالح موكليها ، حتى ذاع صيتها و انتعش مكتبها، وأصبحت تظهر في برامج التليفزيون، كناشطة سياسية، و وقعت في غرام حربي، و أقامت علاقة آثمة معه، ولكنه توقف عندما أحب الراقصة شجن. باسل بك (إيهاب فهمي) زعيم عصابة ووكيل مستثمرين فاسدين، يغسلون أموالهم، ويحاولون شراء مساحة أرض كبيرة بسهل حشيش بالغردقة، يعتقدون أن تحتها مناجم ذهب، والمشكلة أن فوق تلك الأرض، عدد كبير من القري السياحية، سعي باسل وعصابته، لشراء تلك القري، بالترغيب والترهيب، ونجح في شراء القري، عدا قرية واحدة في منتصف الأرض، تمتلكها حلا (مايا نصري) وشقيقتها الصغيرة شهد (ندي سيف النصر)، و التي رفضت بيع قريتها، رغم كل التهديدات، و لجأت لابنة عمها المحامية ناهد العدل، والتي كلفت حربي وعصابته العايق وزبالة، بحماية القرية من عصابة باسل. نجح حربي والعايق وزباله في التصدي لعصابة باسل المسلحة بالرشاشات، بقيادة المجرم العتيد غانم مطحنة (أحمد التهامي)، رغم أن حربي ورفاقه كانوا عزل بدون أسلحة. وقعت حلا في حب البلطجي العايق، وحاول حربي الإيقاع ما بين شجن والعايق، مستغلاً علاقة الأخير مع حلا، وعندما فشلت خطته، ورفضت شجن العودة إلية، قام بقتلها. وعندما علم باسل بعلاقة المحامية ناهد، بصاحبة القرية حلا، استغل دناءة المحامية للغدر بابنة عمها حلا، وتسليمه عقود ملكية القرية، مقابل مبلغ كبير من المال، و وافقت المحامية ناهد على الغدر بابنة عمها، و طلبت من حربي سرقة خزينة حلا، ولكن الأخيرة شعرت بعدم الأمان، فنقلت العقود لخزينة بنكية، فقام مطحنة بخطف الصغيرة شهد، مقابل العقود، ونجحت الخطة، وأرسلت حلا العقود مع حربي وعصابته، لتخليص شهد، ولكن الأخيرة شاهدت ابنة عمها ناهد بوكر العصابة، وخافت ناهد من افتضاح أمرها، فطلبت من حربي قتل شهد. شعر العايق بالغدر من حربي، خصوصاً بعد قتله لشجن، فتظاهر بأنه قتل شهد، ثم قام بقتل حربي. استلم باسل العقود وأمر مطحنة بالتخلص من ناهد والعايق، ولكنه اكتشف أن ناهد قد اشترت ولاء مطحنة، بمبلغ كبير، وقام مطحنة بقتل باسل، ولكنه فشل فى قتل العايق، الذى أسرع بقتل مطحنة، وقام البوليس بمداهمة الوكر، والقبض على الجميع، لتكتشف ناهد أن البوليس، كان يعرف المؤامرة من بدايتها، وقد صور فيديوهات لناهد وهي تخطط للمؤامرة وتأمر بسلسلة الاغتيالات السابقة، وأن العايق عندما أحب حلا وشعر بالغدر، أبلغ البوليس بكل شيء وتعاون معه، وتم الإفراج عن العايق الذى تزوج من حلا.

## البطولة[9]
- أحمد زاهر: في دور حربي الكومي
- نضال الشافعي:  في دور منصور العايق
- مايا نصري : في دور حلا صاحبة القرية الذي يريد باسل شرائه
- منة فضالي : في دور شجن الراقصة
- عبير صبري : في دور ناهد العدل المحامية الشهيرة
- إيهاب فهمي : في دور باسم التوني رجل الأعمال
- أحمد التهامي : في دور غانم مطحنة حارس باسل التوني
- مدحت تيخة:[10] في دور فضل زبالة
- ندى سيف النصر :  في دور شهد أخت حلا الصغيرة
- إيمي إسلام : في دور صديقة ناهد
- أيمن كشك : في دور راضي مدير القرية

## تاريخ العرض
تاريخ العرض الأول للفيلم الأربعاء 16/9/2020